# BCSicletos
BCSicletos, colectivo de ciclismo urbano A.C. (o simplemente BCSicletos) es un colectivo ciudadano de la ciudad de La Paz, México. Desde su creación en 2009 promueve iniciativas de movilidad sustentable, derecho a la ciudad y preservación del medio ambiente. 

## Historia
El colectivo inició dedicándose a la organización de rodadas abiertas al público, a la reparación de bicicletas para su posterior donación, y al desarrollo de metodologías de medición de la calidad del aire, para sensibilizar sobre la necesidad de impulsar formas de movilidad activa, como parte de los derechos a una ciudad más humana. Más recientemente, el colectivo realiza activaciones comunitarias sobre temas variados de urbanismo y preservación ambiental.

## Ejes de acción
BCSicletos ha desarrollado diferentes líneas de trabajo organizadas alrededor del cambio modal y de la demanda por una mejor calidad del aire, así como la protección del medio ambiente y el derecho a la ciudad. Se presentan en orden cronológico:

#### Rodadas ciudadanas
Entre las iniciativas iniciales de BCSicletos están las rodadas ciclistas, una actividad cuyo objetivo es enseñar a las personas cómo desplazarse en bicicleta de manera segura y cómoda, mejorando su economía y condición física, además de, a escala colectiva, promoviendo valores de movilidad civilizada.

#### Fomento del acceso de todos y todas a bicicletas
Acompañando las rodadas, BCSicletos se ha dedicado inicialmente a reparar bicicletas: las «Recicletas», para reparar bicicletas abandonadas y donarlas a personas sin recurso suficiente para adquirir una.

#### Sensibilización a la seguridad vial
El colectivo ha colocado bicis blancas en el espacio público donde han fallecido ciclistas por atropellamiento, alertando así sobre la falta de condiciones seguras para este tipo de movilidad cotidiana. 

#### Mediciones y propuestas de calidad del aire
BCSicletos ha desarrollado encuestas con poblaciones crecientes de encuestados desde el 2019 para cuantificar la reducción de emisiones de dióxido de carbono equivalente, atribuida al uso de la bicicleta durante el año. Se analizó el impacto en las emisiones, del desarrollo de acciones como la promoción del uso de bicicletas y la habilitación de ciclovías en La Paz, por su rol en la disminución del tráfico vehicular. 
Presentaron resultados en 2022 según los cuáles la calidad del aire en la ciudad de La Paz superó los límites recomendados por la Organización Mundial de la Salud para ocho contaminantes. De estos, el 60 % sobrepasó los valores establecidos a nivel nacional. En particular el monóxido de carbono y el dióxido de nitrógeno excedieron sus límites máximos durante 2022, mientras que el dióxido de carbono y los residuos en suspensión registraron incrementos anuales progresivos. El material particulado de 2.5 micras superó los niveles recomendados durante 102 días de ese año. Los factores identificado por el informe de BCSicletos fue tener una de las tasas más altas de motorización en el país, con 112 vehículos por cada 100 personas, y una composición del parque vehicular mayoritariamente hecha de modelos antiguos sin dispositivos de control de emisiones. La facilidad de acceso a vehículos de procedencia extranjera sin regulación, llamados coloquialmente "autos chocolate", también contribuyó al crecimiento del parque vehicular en circulación. El estudio por BCSicletos buscaba proporcionar datos precisos además de proponer estrategias para mejorar la calidad del aire.

#### Derecho a la ciudad
Organizaciones y colectivos de La Paz han trabajado para preservar barrios tradicionales y proteger el acceso a espacios públicos ante la gentrificación y privatización. En colaboración con el Comité Vecinal de El Manglito, lograron la creación de un parque comunitario tras 30 años de demanda. En Ciudad del Cielo, recuperaron un espacio abandonado por 17 años, transformándolo en un parque y centro comunitario.
Para garantizar el acceso a playas y la transparencia en proyectos de infraestructura, vecinos y organizaciones presentaron 16 solicitudes de consulta pública ante SEMARNAT sobre el proyecto Muelle de Almar. En estas solicitudes, exigen la publicación del expediente en el portal oficial y el respeto al carácter público de las playas, conforme al Acuerdo de Escazú, tratado internacional que garantiza el acceso a la información ambiental y la participación de la ciudadanía en decisiones con impacto ecológico. La petición, respaldada por habitantes de El Manglito y el fraccionamiento Juárez junto con BCSicletos, busca asegurar la participación ciudadana en decisiones ambientales.

#### Lucha ambiental
BCSicletos forma parte de diferentes coaliciones de participación social, como el Frente Ciudadano en Defensa el Agua y la Vida conformado por 36 colectivos de La Paz, desde el cual se participa en consultas como para la actualización del Plan de Desarrollo Urbano de Centro de Población (PDUCP) y luchas variadas por el ambiente del Mar de Cortés. 
Convocó manifestaciones, como en el Muelle Fiscal de La Paz, para protestar contra la llegada masiva de megacruceros, argumentando que esta actividad creciente representan una grave amenaza ambiental: según el colectivo, estas embarcaciones liberan aguas contaminadas, hidrocarburos y metales pesados, poniendo en riesgo especies endémicas como corales y mamíferos marinos. Además, cuestionan el convenio firmado en 2021 entre la Administración Portuaria Integral de Baja California Sur (API BCS) y la empresa Aquamayan Adventures, que permite la llegada de hasta 150,000 cruceristas anuales, cuadruplicando de esta manera el número de turistas que arribaron en 2023. Esta afluencia masiva equivaldría al 60 % de la población de la ciudad, lo que además de su presión sobre el medio ambiente, aumentaría drásticamente la demanda sobre la infraestructura local y en el acceso a recursos básicos. Carlos Mancilla Jongitud, director del colectivo, advirtió además, que estas embarcaciones emiten partículas atmosféricas equivalentes a 30,000 automóviles.
Para frenar el impacto del turismo masivo, BCSicletos recaudó firmas para entregarse a Víctor Castro Cosío, gobernador del estado por Morena desde 2001, exigiendo la cancelación del convenio y la declaración de la bahía de La Paz como libre de megacruceros. Se realizaron adicionalmente actividades culturales en el malecón y talleres en escuelas para sensibilizar a la comunidad. Vecinos de colonias tradicionales como El Esterito y El Manglito participaron activamente, expresando su preocupación por el impacto ambiental y social del proyecto.
Junto con BCSicletos, más de 30 asociaciones han alzado la voz contra el megaproyecto "Saguaro", que busca exportar gas natural a través del Golfo de California. Advierten que este plan pone en peligro a ocho especies de ballenas, ya que el ruido submarino afecta su comunicación y comportamiento, especialmente en épocas de apareamiento. También se teme un aumento en el riesgo de colisiones con embarcaciones. Citlali Aguilar Sánchez, representante del sector turístico, destaca que el ecoturismo en Baja California Sur genera hasta 600 millones de pesos anuales, y sostiene que la economía local depende de la conservación de su biodiversidad. Organizaciones como Conexiones Climáticas y el Centro de Energía Renovable y Calidad Ambiental han hecho un llamado a la ciudadanía para firmar en ballenasogas.org, buscando frenar este proyecto antes de que cause daños irreversibles.